# Connecticut Open
Connecticut Open var en tennisturnering, som blev spillet udendørs på hardcourt i USA. Turneringen tilhørte WTA Tour indtil dens sidste udgave i 2018. Fra 2005 til 2010 var den endvidere en del af ATP Tour. Fra 1998 til 2018 blev turneringen afholdt i Cullman-Heyman Tennis Center på Yale University i New Haven, Connecticut umiddlbart før sæsonen fjerde og sidste grand slam-turnering, US Open. I 2019 blev turneringens licens solgt til APG og overtaget af Zhengzhou Open i Folkerepublikken Kina.

## Historie
Turneringen blev oprettet i 1948 som U.S. Women's Hardcourt Championships (det amerikanske hardcourt-mesterskab for kvinder), og den første udgave af mesterskabet blev spillet i Sacramento, Californien. I løbet af de første 20 år af mesterskabets levetid blev stævnet flyttet rundt mellem forskellige byer i det vestlige USA, herunder San Francisco, Berkeley, Salt Lake City, Seattle, La Jolla og Denver. Blandt mesterskabets vindere finder mand Doris Hart, Darlene Hard, Nancy Richey, Rosemary Casals, Billie Jean King og Jane Bartkowicz. Turneringen blev nedlagt i 1969 ved starten af tennissportens åbne æra.
I 1988 relancerede United States Tennis Association (USTA) turneringen. Den første udgave af det nye U.S. Women's Hardcourt Championships blev afholdt samme år i San Antonio, Texas, i første omgang som en del af WTA Tour i kategorien WTA Tier IV, men fra 1990 blev den opgraderet til en Tier III-turnering. Mesterskabet blev i begyndelsen sponsoreret af Post Cereals fra 1990 og fra 1992 til 1994 af Acura. Turneringen blev vundet af flere tidligere eller kommende verdensettere, bl.a. Steffi Graf, Monica Seles og Martina Navratilova. Efter turneringen var blevet spillet i Stratton Mountain, Vermont i 1993 og 1994, medførte en konflikt med de olympiske lege i 1996, at den ikke blev afholdt i 1995 og 1996. I 1997 blev den genoptaget, nu som en WTA Tier II-turnering og med et nyt spillested i Stone Mountain, Georgia, inden den fra 1998 fandt et fast spillested i New Haven, Connecticut, med et nyt sponsorat fra Pilot Pen. I de første ti år af tiden i New Haven blev Pilot Pen International domineret af Venus Williams, der vandt singletitlen fire gange fra 1999 til 2002, og Lindsay Davenport, der nåede finalen fire gange og vandt titlen i 2005 (Davenport havde også vundet en gang i Stone Mountain).
New Haven var allerede vært for en herreturnering, Pilot Pen International. Den blev oprettet i 1973 i Bretton Woods, New Hampshire, under navnet Volvo International men flyttede til Connecticut i 1990, hvor den blev sponsoreret af Pilot Pen fra 1997. Mændenes turnering blev nedlagt i 1999, hvilket efterlod kvindernes turnering som den eneste i regionen.
I 2005 købte USTA herreturneringen på Long Island i New York, og fusionerede den med kvindernes Pilot Pen International, og resultatet blev Pilot Pen Tennis, der var den første fælles ATP–WTA-turnering som optakt til US Open. Turneringen blev den sidste turnering i US Open Series og fortsatte med at tiltrække topspillere og blev bl.a. vundet af Caroline Wozniacki, Svetlana Kuznetsova, James Blake, Justine Henin og Nikolaj Davydenko.
I 2011 blev mændenes rækker udskilt og flyttet til Winston-Salem, og den tilbageværende kvindeturnering blev omdøbt til New Haven Open at Yale. I 2014 fik den igen et nyt navn: Connecticut Open.
I 2019 nedlagdes turneringen på grund af manglende finansiering. Den licens blev solgt og tildelt Zhengzhou Open i Folkerepublikken Kina.
Den 23. august 2011 kl. 13:51 lokal tid blev spillet afbrudt på grund af et jordskælv i Virginia af styrke 5,8 på Richter-skalaen. Afbrydelsen varede i 2 timer, men hovedarenaen blev undersøgt for skader af brandvæsenet.

## Spillesteder
| Periode   | Spillested                 |
| --------- | -------------------------- |
| 1948-49   | San Francisco, Californien |
| 1950      | Berkeley, Californien      |
| 1951      | Salt Lake City, Utah       |
| 1952      | Seattle, Washington        |
| 1953-54   | Salt Lake City, Utah       |
| 1955-58   | La Jolla, Californien      |
| 1959      | Denver, Colorado           |
| 1960-61   | La Jolla, Californien      |
| 1962      | Seattle, Washington        |
| 1963      | La Jolla, Californien      |
| 1964-65   | Sacramento, Californien    |
| 1966      | La Jolla, Californien      |
| 1967      | Sacramento, Californien    |
| 1968      | La Jolla, Californien      |
| 1969      | Sacramento, Californien    |
| 1988-92   | San Antonio, Texas         |
| 1993-94   | Stratton Mountain, Vermont |
| 1997      | Stone Mountain, Georgia    |
| 1998-2018 | New Haven, Connecticut     |

## Finaler

### Damesingle
| År | Vinder                    | Finalist                  | Finaleresultat    |
| --- | ------------------------- | ------------------------- | ----------------- |
| 1948* | Gussie Moran              | Virginia Wolfenden Kovacs | 2–6, 6–1, 6–2     |
| 1949* | Doris Hart                | Dorothy Head Knode        | 6–3, 6–4          |
| 1950* | Patricia Canning Todd     | Magda Rurac               | 6–2, 6–1          |
| 1951 | Patricia Canning Todd (2) | Anita Kanter              | 6–1, 6–4          |
| 1952 | Mary Arnold Prentiss      | Anita Kanter              | 6–1, 8–6          |
| 1953 | Anita Kanter              | Joan Merciadis            | 6–0, 6–4          |
| 1954 | Beverly Baker Fleitz      | Barbara Green             | 6–1, 6–3          |
| 1955 | Mimi Arnold               | Patricia Canning Todd     | 6–0, 6–0          |
| 1956 | Nancy Chaffee Kiner       | Patricia Canning Todd     | 6–4, 5–7, 7–5     |
| 1957 | Beverly Baker Fleitz (2)  | Mimi Arnold               | 6–1, 6–1          |
| 1958 | Beverly Baker Fleitz (3)  | Karen Hantze              | 6–1, 8–6          |
| 1959 | Sandra Reynolds           | Beverly Baker Fleitz      | 6–3, 6–2          |
| 1960 | Katherine D. Chabot       | Karen Hantze              | 4–6, 7–5, 7–5     |
| 1961 | Nancy Richey              | Dorothy Head Knode        | 6–1, 6–1          |
| 1962 | Carol Hanks               | Marilyn Montgomery        | 7–5, 6–3          |
| 1963 | Darlene Hard              | Tory Fretz                | 6–1, 8–6          |
| 1964 | Kathleen Harter           | Kathy Blake               | 6–1, 6–0          |
| 1965 | Rosemary Casals           | Kathleen Harter           | 6–4, 4–6, 6–2     |
| 1966 | Billie Jean King          | Patti Hogan               | 7–5, 6–0          |
| 1967 | Jane "Peaches" Bartkowicz | Valerie Ziegenfuss        | 6–4, 6–4          |
| 1968 | Maryna Godwin             | Janet Newberry            | 6–3, 8–6          |
| 1969 | Eliza Pande               | Kristien Kemmer           | 7–5, 6–4          |
| 1970-87 | Ingen turneringer         | Ingen turneringer         | Ingen turneringer |
| 1988 | Steffi Graf               | Katerina Maleeva          | 6–4, 6–1          |
| 1989 | Steffi Graf (2)           | Ann Henricksson           | 6–1, 6–4          |
| 1990 | Monica Seles              | Manuela Maleeva-Fragnière | 6–4, 6–3          |
| 1991 | Steffi Graf (3)           | Monica Seles              | 6–4, 6–3          |
| 1992 | Martina Navratilova       | Nathalie Tauziat          | 6–2, 6–1          |
| 1993 | Conchita Martínez         | Zina Garrison             | 6–3, 6–2          |
| 1994 | Conchita Martínez (2)     | Arantxa Sánchez Vicario   | 4–6, 6–3, 6–4     |
| 1995-96 | Ingen turneringer         | Ingen turneringer         | Ingen turneringer |
| 1997 | Lindsay Davenport         | Sandrine Testud           | 6–4, 6–1          |
| 1998 | Steffi Graf (4)           | Jana Novotná              | 6–4, 6–1          |
| 1999 | Venus Williams            | Lindsay Davenport         | 6–2, 7–5          |
| 2000 | Venus Williams (2)        | Monica Seles              | 6–2, 6–4          |
| 2001 | Venus Williams (3)        | Lindsay Davenport         | 7–6(8–6), 6–4     |
| 2002 | Venus Williams (4)        | Lindsay Davenport         | 7–5, 6–0          |
| 2003 | Jennifer Capriati         | Lindsay Davenport         | 6–2, 4–0 opg.     |
| 2004 | Jelena Bovina             | Nathalie Dechy            | 6–2, 2–6, 7–5     |
| 2005 | Lindsay Davenport (2)     | Amélie Mauresmo           | 6–4, 6–4          |
| 2006 | Justine Henin             | Lindsay Davenport         | 6–0, 1–0 opg.     |
| 2007 | Svetlana Kuznetsova       | Ágnes Szávay              | 4–6, 3–0 opg.     |
| 2008 | Caroline Wozniacki        | Anna Tjakvetadze          | 3–6, 6–4, 6–1     |
| 2009 | Caroline Wozniacki (2)    | Jelena Vesnina            | 6–2, 6–4          |
| 2010 | Caroline Wozniacki (3)    | Nadia Petrova             | 6–3, 3–6, 6–3     |
| 2011 | Caroline Wozniacki (4)    | Petra Cetkovská           | 6–4, 6–1          |
| 2012 | Petra Kvitová             | Marija Kirilenko          | 7–6(9), 7–5       |
| 2013 | Simona Halep              | Petra Kvitová             | 6–2, 6–2          |
| 2014 | Petra Kvitová (2)         | Magdaléna Rybáriková      | 6–4, 6–2          |
| 2015 | Petra Kvitová (3)         | Lucie Šafářová            | 6–7(6), 6–2, 6–2  |
| 2016 | Agnieszka Radwańska       | Elina Svitolina           | 6–1, 7–6(3)       |
| 2017 | Daria Gavrilova           | Dominika Cibulková        | 4–6, 6–3, 6–4     |
| 2018 | Aryna Sabalenka           | Carla Suárez Navarro      | 6–1, 6–4          |
| * Fra 1948 til 1950 blev U.S. Women's Hardcourt Championships spillet sammen med Pacific Coast Championships. |                           |                           |                   |

### Damedouble
| År      | Vindere                                            | Finalister                                 | Finaleresultat      |
| ------- | -------------------------------------------------- | ------------------------------------------ | ------------------- |
| 1988    | Lori McNeil Helena Suková                          | Rosalyn Fairbank Gretchen Rush-Magers      | 6–3, 6–7(5), 6–2    |
| 1989    | Katrina Adams Pam Shriver                          | Patty Fendick Jill Hetherington            | 3–6, 6–1, 6–4       |
| 1990    | Kathy Jordan Elizabeth Sayers-Smylie               | Gigi Fernández Robin White                 | 7–5, 7–5            |
| 1991    | Patty Fendick Monica Seles                         | Jill Hetherington Kathy Rinaldi            | 7–6(2), 6–2         |
| 1992    | Martina Navratilova Pam Shriver (2)                | Patty Fendick Andrea Strnadová             | 3–6, 6–2, 7–6(4)    |
| 1993    | Elizabeth Sayers-Smylie Helena Suková (2)          | Manuela Maleeva-Fragnière Mercedes Paz     | 6–1, 6–2            |
| 1994    | Elizabeth Sayers-Smylie (2) Pam Shriver (3)        | Conchita Martínez Arantxa Sánchez Vicario  | 7–6(4), 2–6, 7–5    |
| 1995-96 | Ingen turneringer                                  | Ingen turneringer                          | Ingen turneringer   |
| 1997    | Nicole Arendt Manon Bollegraf                      | Alexandra Fusai Nathalie Tauziat           | 6–7(5), 6–3, 6–2    |
| 1998    | Alexandra Fusai Nathalie Tauziat                   | Mariaan de Swardt Jana Novotná             | 6–1, 6–0            |
| 1999    | Lisa Raymond Rennae Stubbs                         | Jelena Likhovtseva Jana Novotná            | 7–6(1), 6–2         |
| 2000    | Julie Halard-Decugis Ai Sugiyama                   | Virginia Ruano Pascual Paola Suárez        | 6–4, 5–7, 6–2       |
| 2001    | Cara Black Jelena Likhovtseva                      | Jelena Dokić Nadia Petrova                 | 6–0, 3–6, 6–2       |
| 2002    | Daniela Hantuchová Arantxa Sánchez Vicario         | Tathiana Garbin Janette Husárová           | 7–6, 1–6, 7–5       |
| 2003    | Virginia Ruano Pascual Paola Suárez                | Alicia Molik Magüi Serna                   | 7–6(6), 6–3         |
| 2004    | Nadia Petrova Meghann Shaughnessy                  | Martina Navratilova Lisa Raymond           | 6–1, 1–6, 7–6(4)    |
| 2005    | Lisa Raymond (2) Samantha Stosur                   | Gisela Dulko Marija Kirilenko              | 6–2, 6–7(1), 6–1    |
| 2006    | Yan Zi Zheng Jie                                   | Lisa Raymond Samantha Stosur               | 6–4, 6–2            |
| 2007    | Sania Mirza Mara Santangelo                        | Cara Black Liezel Huber                    | 6–1, 6–2            |
| 2008    | Květa Peschke Lisa Raymond (3)                     | Sorana Cîrstea Monica Niculescu            | 4–6, 7–5, [10–7]    |
| 2009    | Nuria Llagostera Vives María José Martínez Sánchez | Iveta Benešová Lucie Hradecká              | 6–2, 7–5            |
| 2010    | Květa Peschke Katarina Srebotnik                   | Bethanie Mattek-Sands Meghann Shaughnessy  | 7–5, 6–0            |
| 2011    | Chuang Chia-Jung Olga Govortsova                   | Sara Errani Roberta Vinci                  | 7–5, 6–2            |
| 2012    | Liezel Huber Lisa Raymond (4)                      | Andrea Hlaváčková Lucie Hradecká           | 4–6, 6–0, [10–4]    |
| 2013    | Sania Mirza (2) Zheng Jie (2)                      | Anabel Medina Garrigues Katarina Srebotnik | 6–3, 6–4            |
| 2014    | Andreja Klepač Sílvia Soler Espinosa               | Marina Erakovic Arantxa Parra Santonja     | 7–5, 4–6, [10–7]    |
| 2015    | Julia Görges Lucie Hradecká                        | Chuang Chia-Jung Liang Chen                | 6–3, 6–1            |
| 2016    | Sania Mirza (3) Monica Niculescu                   | Kateryna Bondarenko Chuang Chia-Jung       | 7–5, 6–4            |
| 2017    | Gabriela Dabrowski Xu Yifan                        | Ashleigh Barty Casey Dellacqua             | 3–6, 6–3, [10–8]    |
| 2018    | Andrea Sestini Hlaváčková Barbora Strýcová         | Hsieh Su-Wei Laura Siegemund               | 6–4, 6–7(7), [10–4] |

### Herresingle
| År   | Vinder              | Finalist           | Finaleresultat   |
| ---- | ------------------- | ------------------ | ---------------- |
| 1981 | Brian Teacher       | Yannick Noah       | 4–6, 6–3, 6–4    |
| 1982 | Gene Mayer          | Johan Kriek        | 6–2, 6–3         |
| 1983 | Gene Mayer          | Heinz Günthardt    | 6–7(9), 6–4, 6–0 |
| 1984 | Ivan Lendl          | Andrés Gómez       | 6–2, 6–4         |
| 1985 | Ivan Lendl          | Jimmy Connors      | 6–1, 6–3         |
| 1986 | Ivan Lendl          | John McEnroe       | 6–2, 6–4         |
| 1987 | Jonas Svensson      | David Pate         | 7–6, 3–6, 6–3    |
| 1988 | Andre Agassi        | Yannick Noah       | 6–3, 0–6, 6–4    |
| 1989 | Ivan Lendl          | Mikael Pernfors    | 4–6, 6–2, 6–4    |
| 1990 | Stefan Edberg       | Goran Ivanišević   | 7–6, 6–3         |
| 1991 | Ivan Lendl          | Stefan Edberg      | 6–3, 6–2         |
| 1992 | Petr Korda          | Ivan Lendl         | 6–2, 6–2         |
| 1993 | Marc Rosset         | Michael Chang      | 6–4, 3–6, 6–1    |
| 1994 | Jevgenij Kafelnikov | Cédric Pioline     | 5–7, 6–1, 6–2    |
| 1995 | Jevgenij Kafelnikov | Jan Siemerink      | 7–6(0), 6–2      |
| 1996 | Andrej Medvedev     | Martin Damm        | 7–5, 6–3         |
| 1997 | Carlos Moyá         | Patrick Rafter     | 6–4, 7–6(1)      |
| 1998 | Patrick Rafter      | Félix Mantilla     | 7–6(3), 6–2      |
| 1999 | Magnus Norman       | Àlex Corretja      | 7–6(4), 4–6, 6–3 |
| 2000 | Magnus Norman       | Thomas Enqvist     | 6–3, 5–7, 7–5    |
| 2001 | Tommy Haas          | Pete Sampras       | 6–3, 3–6, 6–2    |
| 2002 | Paradorn Srichaphan | Juan Ignacio Chela | 5–7, 6–2, 6–2    |
| 2003 | Paradorn Srichaphan | James Blake        | 6–2, 6–4         |
| 2004 | Lleyton Hewitt      | Luis Horna         | 6–3, 6–1         |
| 2005 | James Blake         | Feliciano López    | 3–6, 7–5, 6–1    |
| 2006 | Nikolaj Davydenko   | Agustín Calleri    | 6–4, 6–3         |
| 2007 | James Blake         | Mardy Fish         | 7–5, 6–4         |
| 2008 | Marin Čilić         | Mardy Fish         | 6–4, 4–6, 6–2    |
| 2009 | Fernando Verdasco   | Sam Querrey        | 6–4, 7–6(6)      |
| 2010 | Sergij Stakhovskij  | Denis Istomin      | 3–6, 6–3, 6–4    |

### Herredouble
| År   | Vindere                            | Finalister                           | Finaleresultat |
| ---- | ---------------------------------- | ------------------------------------ | -------------- |
| 1990 | Guy Forget Jakob Hlasek            | Udo Riglewski Michael Stich          | 2–6, 6–3, 6–4  |
| 1991 | Eric Jelen Carl-Uwe Steeb          | Doug Flach Diego Nargiso             | 0–6, 6–4, 7–6  |
| 1992 | Francisco Montana Greg Van Emburgh | Gianluca Pozzi Olli Rahnasto         | 6–4, 6–2       |
| 1993 | Marc-Kevin Goellner David Prinosil | Arnaud Boetsch Olivier Delaître      | 6–7, 7–5, 6–2  |
| 1994 | Olivier Delaître Guy Forget        | Andrew Florent Mark Petchey          | 6–4, 7–6       |
| 1995 | Cyril Suk Daniel Vacek             | Rick Leach Scott Melville            | 5–7, 7–6, 7–6  |
| 1996 | Luke Jensen Murphy Jensen          | Hendrik Dreekmann Aleksandr Volkov   | 6–3, 7–6       |
| 1997 | Marcos Ondruska David Prinosil     | Mark Keil T.J. Middleton             | 6–4, 6–4       |
| 1998 | Julian Alonso Javier Sánchez       | Brandon Coupe Dave Randall           | 6–4, 6–4       |
| 1999 | Olivier Delaître Fabrice Santoro   | Jan-Michael Gambill Scott Humphries  | 7–5, 6–4       |
| 2000 | Jonathan Stark Kevin Ullyett       | Jan-Michael Gambill Scott Humphries  | 6–4, 6–4       |
| 2001 | Jonathan Stark Kevin Ullyett       | Leoš Friedl Radek Štěpánek           | 6–1, 6–4       |
| 2002 | Mahesh Bhupathi Mike Bryan         | Petr Pála Pavel Vízner               | 6–3, 6–4       |
| 2003 | Robbie Koenig Martín Rodríguez     | Martin Damm Cyril Suk                | 6–3, 7–6       |
| 2004 | Antony Dupuis Michaël Llodra       | Yves Allegro Michael Kohlmann        | 6–2, 6–4       |
| 2005 | Gastón Etlis Martín Rodríguez      | Rajeev Ram Bobby Reynolds            | 6–4, 6–3       |
| 2006 | Jonathan Erlich Andy Ram           | Mariusz Fyrstenberg Marcin Matkowski | 6–3, 6–3       |
| 2007 | Mahesh Bhupathi Nenad Zimonjić     | Mariusz Fyrstenberg Marcin Matkowski | 6–3, 6–3       |
| 2008 | Marcelo Melo André Sá              | Mahesh Bhupathi Mark Knowles         | 7–5, 6–2       |
| 2009 | Julian Knowle Jürgen Melzer        | Bruno Soares Kevin Ullyett           | 6–4, 7–6(3)    |
| 2010 | Robert Lindstedt Horia Tecău       | Rohan Bopanna Aisam-ul-Haq Qureshi   | 6–4, 7–5       |